# 中国古代题材电视剧列表
以下内容为大中华地区以中国古代历史为背景题材的电视剧，非加注明的都是中国大陆电视剧。另包括非华人拍摄而中国古代历史情节较多的电视剧也将一同列入目录：

## CCTV历史正剧列表
注：本表仅收录在中国中央电视台播出并且具备社会影响力的古代题材历史正剧（大河剧），另有一些以历史人物为主角的虚构剧集，俗称“戏说”，概不收录。
| 排 序 | 剧名             | 时代背景            | 主要角色                                                              | 主要演员                                                                    | 播出年份 | 播出频道       | 集数 |
| ----- | ---------------- | ------------------- | --------------------------------------------------------------------- | --------------------------------------------------------------------------- | -------- | -------------- | ---- |
| 1     | 唐明皇           | 公元690年—762年     | 唐玄宗、杨玉环 、姚崇 、宋璟 、武惠妃 、杨国忠                        | 刘威、林芳兵 、郑榕 、王冰 、李建群 、高兰村                                | 1993年   | 中国中央电视台 | 40   |
| 2     | 三国演义         | 公元88年—266年      | 刘备、诸葛亮、曹操、关羽、张飞、孙权、周瑜、司马懿                    | 孙彦军、唐国强、鲍国安、陆树铭、李靖飞、吴晓东、洪宇宙、魏宗万              | 1994年   | 中国中央电视台 | 84   |
| 3     | 武则天           | 公元637年—705年     | 武则天、唐高宗、唐太宗、王皇后、上官婉儿、长孙无忌、狄仁杰、周兴      | 刘晓庆、陈宝国、鲍国安 、郑爽、茹萍、刘毓滨、王冰 、汪俊                    | 1995年   | 中国中央电视台 | 30   |
| 4     | 隋唐演义         | 公元589年—606年     | 秦琼、尉迟贞、罗成、杨广、程咬金                                      | 陈锐、郑爽、黄海冰、邵峰、德力格尔                                          | 1996年   | 中国中央电视台 | 20   |
| 5     | 东周列国春秋篇   | 公元前782年—前473年 | 郑庄公、齐桓公、晋文公、楚庄王、孔子、伍子胥 等                       | 唐国强、杨立新、蒋恺、张光北、王绘春、吴刚 等                               | 1996年   | 中国中央电视台 | 30   |
| 8     | 东周列国战国篇   | 公元前455年—前221年 | 豫让、翟璜、子夷、苏秦、赵武灵王、乐毅、田单、信陵君、荆轲、秦始皇 等 | 曹培昌、樊志起、杨童舒、高兰村、李洪涛、杜志国、蒋恺、邢岷山、刘威、郭涛 等 | 1997年   | 中国中央电视台 | 32   |
| 9     | 汉刘邦           | 公元前210年—前195年 | 刘邦、吕雉                                                            | 刘文治、于小慧                                                              | 1998年   | 中国中央电视台 | 35   |
| 10    | 雍正王朝         | 公元1707年—1735年   | 清世宗、清圣祖、胤禩、胤祥、张廷玉、年羹尧                            | 唐国强、焦晃、王绘春、王輝、杜雨露、杜志国                                  | 1999年   | 中国中央电视台 | 44   |
| 11    | 大明宫词         | 公元665年—713年     | 太平公主、武则天、薛绍、张易之                                        | 陈红、归亚蕾、赵文瑄                                                        | 2000年   | 中国中央电视台 | 40   |
| 12    | 太平天国         | 公元1850年—1864年   | 洪秀全、曾国藩、杨秀清、傅善祥、左宗棠、石达开、石益阳、洪宣娇        | 高兰村、孙飞虎、张志忠、杨童舒、刘毓滨、王诗槐、周迅、王菁華                | 2000年   | 中国中央电视台 | 46   |
| 13    | 康熙王朝         | 公元1660年—1722年   | 清圣祖、孝庄太后、清世祖 、荣妃 、纳兰明珠 、索额图                   | 陈道明、斯琴高娃、刘钧 、李建群 、高兰村 、薛中锐                           | 2001年   | 中国中央电视台 | 46   |
| 14    | 文成公主         | 公元634—680年       | 文成公主、松赞干布、禄东赞、唐太宗                                    | 曹颖、仁青顿珠、张光北、洪宇宙                                              | 2001年   | 中国中央电视台 | 20   |
| 15    | 天下粮仓         | 公元1736年          | 清高宗、刘统勋、米河、米汝成                                          | 聂远、王庆祥、王亚楠、杜雨露                                                | 2002年   | 中国中央电视台 | 31   |
| 16    | 走向共和         | 公元1890年—1916年   | 孙中山、袁世凯、李鸿章、慈禧太后、光绪帝                              | 马少骅、孙淳、王冰、吕中、李光洁                                            | 2003年   | 中国中央电视台 | 60   |
| 17    | 成吉思汗         | 公元1161年—1227年   | 成吉思汗、诃额仑、札木合、朮赤、也遂                                  | 巴森、萨仁高娃、赵恒煊、劉奕君、郑爽                                        | 2004年   | 中国中央电视台 | 30   |
| 18    | 汉武大帝         | 公元前156年—前87年  | 汉世宗、汉景帝、窦太后、卫子夫、窦婴、田蚡、卫青、霍去病、平阳公主    | 陈宝国、焦晃、归亚蕾、林静、马少骅、张世、陆剑民、李俊锋、杨童舒            | 2005年   | 中国中央电视台 | 58   |
| 19    | 传奇皇帝朱元璋   | 公元1354年—1398年   | 明太祖、郭子兴、郭寧妃、马皇后                                        | 陈宝国、唐国强、曾黎、徐帆                                                  | 2006年   | 中国中央电视台 | 50   |
| 20    | 昭君出塞         | 公元前58年—前33年   | 王昭君、呼韩邪、颛渠阏氏、郅支单于、王莽                              | 罗嘉良、李彩桦、袁立、姚橹、马浚伟                                          | 2006年   | 中国中央电视台 | 49   |
| 21    | 卧薪尝胆         | 公元前496年—前473年 | 勾践、夫差、西施、范蠡、雅鱼                                          | 陈道明、胡军、安以轩、贾一平、左小青                                        | 2007年   | 中国中央电视台 | 41   |
| 22    | 秦始皇           | 公元前260年—前210年 | 秦始皇、吕不韦、赵姬、敏代、阿若、李斯                                | 张丰毅、高明、宋佳、张静初、范冰冰、刘威                                    | 2007年   | 中国中央电视台 | 34   |
| 23    | 贞观长歌         | 公元626年—649年     | 唐太宗、安康公主、李恪、长孙皇后、长孙无忌、侯君集、颉利可汗、杜如晦  | 唐国强、张澜澜、聂远、韩再芬、曹培昌、杜志国、涂们、陈宝国                  | 2007年   | 中国中央电视台 | 82   |
| 24    | 郑和下西洋       | 公元1399年—1433年   | 郑和、明成祖、姚广孝、徐皇后                                          | 罗嘉良、唐国强、杜雨露、于小慧                                              | 2009年   | 中国中央电视台 | 59   |
| 25    | 大秦帝国         | 公元前362年—前338年 | 秦孝公、商鞅、魏惠王、甘龙、白雪                                      | 侯勇、王志飞、李立群、孙飞虎、高圆圆                                        | 2009年   | 中国中央电视台 | 48   |
| 26    | 大风歌           | 公元前202年—前157年 | 汉太宗、汉高祖、吕后、薄太后                                          | 刘牧、吕良伟、王姬、陈炜                                                    | 2011年   | 中国中央电视台 | 44   |
| 27    | 大秦帝国之纵横   | 公元前338年—前307年 | 秦惠王、宣太后、张仪、犀首                                            | 富大龙、宁静、喻恩泰、姚橹                                                  | 2013年   | 中国中央电视台 | 43   |
| 28    | 大秦帝国之崛起   | 公元前306年—前251年 | 秦昭王、宣太后、苏秦、白起、范雎                                      | 张博、宁静、王小毅、邢佳栋、吴连生                                          | 2017年   | 中国中央电视台 | 34   |
| 29    | 大秦赋           | 公元前260年—前221年 | 秦始皇、吕不韦、赵姬、李斯、秦庄襄王                                  | 张鲁一、段奕宏、朱珠、李乃文、辛柏青                                        | 2020年   | 中国中央电视台 | 78   |
| 30    | 大汉赋（第一部） | 公元前156年—前87年  | 汉世宗、卫子夫、卫青、霍去病                                          | 待定                                                                        | 2024年   | 中国中央电视台 | 待定 |
| 31    | 大汉赋（第二部） | 公元14年—57年       | 汉世祖、阴丽华、王莽、更始帝                                          | 待定                                                                        | 2024年   | 中国中央电视台 | 待定 |
| 32    | 大唐赋（第一部） | 公元618年—626年     | 唐太宗、唐高祖                                                        | 待定                                                                        | 2024年   | 中国中央电视台 | 待定 |

## 四大名著
注：本表仅收录根据四大名著改编的古装影视作品，另有一些以四大名著人物为主角的虚构剧集，俗称“戏说”，概不收录。

### 《西游记》
《西游记 (日本电视剧)》（日本日视）
《西游记 (1987年电视剧)》（央视）
《西游记续集》（央视）
《西遊記（壹）》（TVB）
《西遊記（貳）》（TVB）
《齊天大聖孫悟空》（TVB、八大电视合拍）
《西遊記後傳》
《西游记 (2010年电视剧)》
《西游记 (2011年电视剧)》

### 《红楼梦》
《红楼梦 (1987年电视剧)》（央视）
《紅樓夢 (1996年電視劇)》（华视）
《红楼梦 (2000年电视剧)》（越剧）
《红楼梦 (2010年电视剧)》
《红楼丫头》
《黛玉传》
《紅樓夢情慾錄》（台湾）

### 《三国演义》
《三国演义》（央视）
《三国英雄传之关公》（华视）
《三国》

### 《水滸傳》
《水浒》（山东卫视）
《水浒传 (1973年电视剧)》（日本日视）
《水浒传 (1998年电视剧)》（央视）
《水浒传 (2011年电视剧)》

## 历史剧·传奇剧

### 先秦
- 《伏羲女娲》
- 《炎黄二帝》
- 《英雄时代·炎黄大帝》
- 《大舜》
- 《上古情歌》
- 《古夏血觞》
- 《龙族的后裔》
- 《周公與桃花女》（华视）
- 《大王不容易》
- 《东周列国志》改编：
  - 《东周列国春秋篇》
  - 《东周列国战国篇》
- 《骊姬传奇》
- 《春秋祭》
- 《謀聖鬼谷子》
- 《晋文公传奇》
- 《重耳传奇》
- 《凤凰牡丹》
- 《赵氏孤儿案》
- 《乱世丽人》（《赵氏孤儿》、《庄姬公主》，台湾）
- 《古国悲风》
- 《老子传奇》
- 《孔子》（王绘春）
- 《孔子春秋》（朱刚日尧）
- 《孔子》（赵文瑄）
- 《孙子》（师小红）
- 《孙武》（孙彦军）
- 《兵圣》（《春秋爭霸》，朱亞文）
- 《孙子大传》
- 《争霸传奇》（TVB）
- 《英雄》
- 《春秋淹城》
- 《古吴春秋》
- 《卧薪尝胆》
- 《越王勾践》
- 《西施》（董智芝）
- 《西施》（冯宝宝）
- 《西施》（黎燕珊）
- 《西施》（蒋勤勤）
- 《西施秘史》
- 《战国红颜》
- 《越女剑》（亚视）
- 《戰國風雲》（中視）
- 《孫臏下山》
- 《兵家孙膑》
- 《孙子兵法与三十六计》
- 《大秦帝国》改编：
  - 《大秦帝国之裂变》
  - 《大秦帝国之纵横》
  - 《大秦帝国之崛起》
  - 《大秦赋》
- 《神医传奇》
- 《李冰传奇》
- 《鍾無艷 (1985年電視劇)》（TVB）
- 《鍾無艷 (2010年電視劇)》
- 《我爱钟无艳》
- 《东西宫略》（TVB）
- 《劈棺惊梦》
- 《羋月傳》
- 《屈原》
- 《思美人》
- 《傲剑春秋》（TVB）
- 《铁血长平》（《西风烈》）
- 《虎符传奇》
- 《战国小兵》
- 《大刺客》
- 《壮士吟》
- 《传奇》
- 《宰相小甘罗》
- 《乱世英雄吕不韦》（《呂不韋傳奇》）
- 《荆轲传奇》
- 《秦时丽人明月心》
- 《巴清传奇》
- 《皓鑭傳》

### 秦汉
- 《大秦赋》
- 《秦始皇》（亚视）
- 《秦始皇》
- 《神话》
- 《秦时明月 (电视剧)》
- 《古今大战秦俑情》
- 《一代暴君》（中视）
- 《秦始皇与阿房女》（《秦始皇的情人》，台视）
- 《大秦直道》
- 《尋秦記》（TVB）
- 《尋秦記 (網絡劇)》
- 《陈胜王》
- 《西楚霸王》
- 《楚河漢界》（TVB）
- 《楚漢驕雄》（TVB）
- 《大汉风》（《楚汉风云》）
- 《淮阴侯韩信》
- 《战神韩信》（《大将军韩信》）
- 《楚汉传奇》
- 《楚汉争雄》
- 《汉刘邦》
- 《大风歌》
- 《吕后传奇》
- 《神医侠侣》
- 《王的女人》
- 《美人心计》
- 《大汉巾帼》
- 《辛追传奇》
- 《南越王》
- 《东方朔》
- 《凤求凰》
- 《大汉天子》
- 《汉武帝》
- 《司马迁》
- 《汉武大帝》
- 《霍去病》
- 《衛子夫》
- 《风中奇缘》（《大漠谣》）
- 《大漢情緣之雲中歌》
- 《苏武牧羊》
- 《乌龙闯情关》
- 《沧海丝路》
- 《解忧公主》
- 《王昭君 (1987年电视剧)》
- 《王昭君 (央视电视剧)》
- 《昭君出塞》
- 《母仪天下》
- 《汉宫飞燕》
- 《相爱穿梭千年》
- 《朱蒙》（韩国MBC）
- 《秀丽江山之长歌行》
- 《汉光武大帝》（《光武帝刘秀》）
- 《刘秀救母》（《光武大帝》）
- 《纸圣传奇》（《蔡伦》）
- 《八岁龙爷闹东京》
- 《班淑傳奇》
- 《我為宮狂》
- 《算圣》
- 《医圣张仲景》
- 《华佗求师》
- 《华佗的传说》
- 《华佗》
- 《醫神華佗》（TVB）
- 《神医华佗》
- 《半為蒼生半美人》
- 《孔雀东南飞》

### 魏晋南北朝
- 《三国演义》
- 《三国》
- 《三国机密之潜龙在渊》
- 《关公 (1993年电视剧)》
- 《关公 (1996年电视剧)》（《三国英雄传之关公》，华视）
- 《武圣关公》
- 《武聖關公 (中視電視劇)》
- 《桃园三结义之刘关张传奇》
- 《孙权轶事》
- 《貂蝉 (1987年电视剧)》
- 《貂蝉 (1990年电视剧)》
- 《貂蝉 (2002年电视剧)》
- 《吕布与貂蝉》（《蝶舞天涯》）
- 《貂蟬 (歌仔戲)》
- 《貂蟬 (中視電視劇)》
- 《武神趙子龍》
- 《诸葛亮 (湖北电视剧)》（李法曾）
- 《诸葛亮 (亚视电视剧)》（郑少秋）
- 《曹操 (1999年电视剧)》（姚橹）
- 《曹操 (2014年电视剧)》（赵立新）
- 《曹操与蔡文姬》
- 《洛神 (1975年电视剧)》（TVB）
- 《洛神 (1994年歌仔戏)》（台视）
- 《洛神 (2002年电视剧)》（TVB）
- 《新洛神》
- 《回到三国》（TVB）
- 《廉石传奇》
- 《半為蒼生半美人》
- 《皇甫神医》
- 《大军师司马懿》系列剧
- 《乱世妖后》
- 《赤松山魂》
- 《侠影仙踪》
- 《黃大仙》（TVB）
- 《书圣王羲之》
- 《梁山伯与祝英台》
- 《七世夫妻之梁山伯與祝英台》
- 《孤芳不自赏》
- 《凤囚凰》
- 《于氏王后》（韩国TVING）
- 《近肖古王》（韩国KBS）
- 《广开土太王》（韩国KBS）
- 《花木兰传奇》
- 《锦绣南歌》
- 《大宋疑云》
- 《锦绣未央》
- 《胡笳汉月》
- 《北魏馮太后》
- 《一代名妓苏小小》
- 《苏小小》
- 《達摩 (TVB電視劇)》
- 《達摩 (中視電視劇)》（《达摩祖师》）
- 《少林寺传奇》
- 《周生如故》
- 《楚乔传》
- 《醉玲珑》
- 《蘭陵王》
- 《蘭陵王妃》
- 《陸貞傳奇》
- 《独孤天下》
- 《独孤皇后》
- 《冼夫人》
- 《冼夫人在海南》
- 《谯国夫人》

### 隋唐五代
- 《隋唐演义 (1996年电视剧)》
- 《隋唐演义 (2013年电视剧)》
- 《隋唐英雄传》
- 《隋唐英雄》
- 《隋唐英雄 3 & 4》
- 《隋唐英雄5之薛剛反唐》
- 《隋炀帝》
- 《軒轅劍之天之痕》
- 《花木蘭 (無綫電視劇)》
- 《花木兰 (1999年电视剧)》（中视）
- 《巾帼大将军》
- 《大運河》（TVB）
- 《隋唐群英会》（TVB）
- 《好汉秦琼》
- 《霹雳菩萨》
- 《乱世桃花》
- 《开创盛世》
- 《唐太宗李世民》（台视和陕西电视台合拍）
- 《大唐名相》
- 《贞观之治》
- 《天下长安》
- 《游龙惊凤》
- 《风尘三侠之红拂女》
- 《李靖與紅拂女》
- 《李靖斩龙》（台湾）
- 《大唐風雲錄》
- 《傻小李元霸》
- 《千古风流一坛醋》
- 《新少林寺》
- 《少林寺传奇2》
- 《少林小英雄》
- 《决战玄武门》（TVB）
- 《秦王李世民传奇》
- 《大唐情史》
- 《贞观长歌》
- 《薛仁贵传奇》
- 《薛仁贵征东》（TVB）
- 《薛丁山征西》（TVB）
- 《薛剛反唐》（TVB）
- 《薛丁山》
- 《大唐女将樊梨花》
- 《移山倒海樊梨花》（民视）
- 《烽火奇遇结良缘》（TVB）
- 《公主嫁到》（TVB）
- 《耀舞长安》（TVB）
- 《卜案》
- 《唐砖》
- 《热血长安》
- 《盛唐攻略》
- 《唐朝好男人》
- 《唐朝好男人2》
- 《大唐女法医》
- 《大化改新（日语：大化改新 (テレビドラマ)）》（日本NHK）
- 《渊盖苏文》（韩国SBS）
- 《三国记》（韩国KBS）
- 《善德女王》（韩国MBC）
- 《大王之梦》（韩国KBS）
- 《大祚荣》（韩国KBS）
- 《传奇（英语：Destan (TV series)）》（土耳其ATV）
- 《文成公主》（李琳）
- 《文成公主》（曹颖）
- 《锦绣良缘》（TVB）
- 《長歌行》
- 《風起霓裳》
- 《風起西州》
- 《王勃之死》
- 《大唐儒将开漳圣王》
- 《茶圣陆羽》
- 《至尊紅顏》（《武媚娘传奇》）
- 《武媚娘传奇》
- 《武则天 (1995年电视剧)》
- 《武則天 (1984年電視劇)》（亚视）
- 《一代女皇》（中视）
- 《一代公主》（中视）
- 《无字碑歌》
- 《日月凌空》
- 《大明宫词》
- 《镜花缘传奇》
- 《上官婉儿 (1998年电视剧)》
- 《上官婉儿 (2014年电视剧)》
- 《唐宫美人天下》
- 《美人制造》
- 《唐宫燕之女人天下》
- 《大唐女巡按》
- 《武则天秘史》
- 《太平公主秘史》
- 《大唐文宗》
- 《梦回唐朝》
- 《唐朝浪漫英雄》
- 《盛唐幻夜》
- 《犀利仁师》
- 《狄仁杰断案传奇》
- 《护国良相狄仁杰》系列剧
- 《神探狄仁杰》
- 《神探狄仁杰2》
- 《神探狄仁杰3》
- 《神断狄仁杰》
- 《神探狄仁杰前传》
- 《少年神探狄仁杰》
- 《通天狄仁杰》
- 《秋官课院之狄仁杰浮世传奇》
- 《四手妙弹》
- 《盛世仁杰》（TVB）
- 《天子寻龙》（TVB）
- 《唐明皇》
- 《海上丝路》
- 《神风刀》
- 《长安三怪探》
- 《大唐魔盗团》
- 《那片星空那片海》
- 《味想天开》（TVB）
- 《月明三更》
- 《鉴真东渡》
- 《飘然太白》
- 《大唐诗圣》
- 《长安十二时辰》
- 《大唐芙蓉园》
- 《杨贵妃秘史》
- 《杨贵妃》（TVB）
- 《楊貴妃傳奇》（台视）
- 《大唐歌飛》
- 《神鬼八阵图》
- 《大唐荣耀》
- 《珍珠傳奇》
- 《血战睢阳》
- 《大唐书魂颜真卿》
- 《再世情缘》（中视）
- 《人面桃花》（中视）
- 《醉打金枝》（TVB）
- 《新醉打金枝》
- 《紫钗奇缘》
- 《西廂記 (1976年歌仔戲)》
- 《西厢记 (2006年电视剧)》
- 《西厢记 (2011年电视剧)》
- 《西厢奇缘》（TVB）
- 《西厢传奇》
- 《李娃傳》
- 《舞乐传奇》
- 《海神》（韩国KBS）
- 《金缕衣》
- 《白居易》
- 《櫃中美人》
- 《法门寺猜想》
- 《宫心计》（TVB）
- 《宫心计2深宫计》（TVB）
- 《御賜小仵作》
- 《青簪行》
- 《凰图腾》
- 《大南迁》
- 《十三太保》（TVB）
- 《狼殿下》
- 《吴越钱王》
- 《太祖王建》（韩国KBS）
- 《帝國的早晨》（韩国KBS）
- 《棋武士》
- 《天機算》（TVB）
- 《倾世皇妃》
- 《刁蛮公主逍遥王》
- 《丁先皇帝》（越南）
- 《真命天子》（民视）
- 《兵權》（TVB）
- 《热血书院》
- 《浮世雙嬌傳》

### 宋元
- 《赵匡胤》
- 《绝代双雄》
- 《情劍山河》
- 《问君能有几多愁》（《李后主与赵匡胤》）
- 《大宋传奇之赵匡胤》
- 《聪明小空空》
- 《杨家将》故事：
  - 《杨家将 (1983年电视剧)》
  - 《楊家將 (2011年電視劇)》
  - 《杨家将 (山西电视剧)》
  - 《楊家將 (無綫電視劇)》
  - 《楊門虎將》
  - 《楊門女將 (2001年電視劇)》
  - 《楊門女將 (無綫電視劇)》
  - 《碧血青天楊家將》（亚视）
  - 《碧血青天珍珠旗》（亚视）
  - 《穆桂英》（亞視）
  - 《鐵血楊家將》（台视）
  - 《一門英烈穆桂英》（中视）
  - 《巾幗英雄穆桂英》
  - 《穆桂英掛帥》
  - 《少年楊家將》
- 《寇老西儿》
- 《大宋宫词》
- 《燕云台》
- 《契丹萧太后》
- 《契丹英后》
- 《千秋太后》（韩国KBS）
- 《高丽契丹战争》（韩国KBS）
- 《宋宮祕史》
- 《大宋惊世传奇》（《大宋惊世奇案》）
- 《大宋奇案》
- 《包公》故事：
  - 《包公 (1986年電視劇)》（河南电视台）
  - 《包公 (1987年電視劇)》（亚视）
  - 《包公生死劫》
  - 《包公出巡》
  - 《包公奇案》
  - 《包青天 (1974年電視劇)》（中视）
  - 《包青天》（華视）
  - 《包青天 (2009年电视剧)》
  - 《包青天 (無綫電視劇)》
  - 《包青天 (亞洲電視劇)》（《新包青天》）
  - 《包青天之白玉堂傳奇》
  - 《包青天之七俠五義》
  - 《包青天之碧血丹心》
  - 《包青天之開封奇案》
  - 《包青天再起风云》（TVB）
  - 《少年包青天》系列剧
  - 《神探包青天》
  - 《三侠五义》
  - 《侠义见青天》（TVB和台视合拍）
  - 《七俠五義 (1994年電視劇)》
  - 《新七侠五义》
  - 《剑临天下》（《凌云壮志包青天》）
  - 《秦香蓮》
  - 《七俠五義人間道》
  - 《虎头铡》
  - 《开封府》
  - 《五鼠闹东京》
  - 《一片冰心在玉壺》
  - 《白玉堂之局外局》
  - 《白眉大侠》
  - 《情逆三世缘》（TVB）
- 《君臣情深》
- 《天龍傳奇》
- 《蘇州二公差》
- 《无敌县令》
- 《浪迹天涯》
- 《带刀女捕快》
- 《砚道》
- 《火帥》
- 《龙汇镖局》
- 《大宋北斗司》
- 《大宋少年志》
- 《大宋少年志2》
- 《将军在上》
- 《贺兰雪》
- 《沙州王子》
- 《大敦煌》
- 《一代名臣范仲淹》
- 《清平樂》（《孤城闭》）
- 《知否知否应是绿肥红瘦》
- 《美人私房菜之玉蝶传奇》
- 《无头东宫》（TVB）
- 《千古风流苏东坡》
- 《苏东坡》
- 《黄庭坚》
- 《刁蛮娇妻苏小妹》
- 《武松 (1983年电视剧)》（山东电视台）
- 《武松 (2013年电视剧)》（湖南经视）
- 《恨鎖金瓶》（TVB）
- 《新金瓶梅》
- 《新金瓶梅2》
- 《神医安道全》
- 《大宋碑歌》
- 《少年四大名捕》（TVB）
- 《飛越官場》
- 《一腳定江山》
- 《李清照 (1992年电视剧)》
- 《清风明月佳人》
- 《李师师》
- 《一代名伎李師師》
- 《李师师与宋徽宗》
- 《婀娜公主》
- 《清明上河图》
- 《名相李纲》
- 《梁红玉 (电视剧)》
- 《满江红》
- 《精忠報國》（台湾）
- 《精忠岳飛 (1976年電視劇)》
- 《八千里路雲和月》
- 《精忠岳飞》（黄晓明）
- 《岳飛傳》（徐少强）
- 《说岳后传》
- 《水浒后传》（《拭血问剑》）
- 《惊天岳雷》
- 《七品芝麻官 (2012年电视剧)》
- 《皮五传奇》
- 《朱熹与丽娘》
- 《牡丹亭》
- 《大宋提刑官》
- 《大宋提刑官2》
- 《阴阳鉴》
- 《洗冤录》（TVB）
- 《洗冤录II》（TVB）
- 《造王者》（TVB）
- 《武人时代》（韩国KBS）
- 《致光之君》（日本NHK）
- 《平清盛》（日本NHK）
- 《草燃（日语：草燃える）》（日本NHK）
- 《镰仓殿的13人》（日本NHK）
- 《成吉思汗 (2004年电视剧)》
- 《成吉思汗 (無綫電視劇)》
- 《成吉思汗 (亞洲電視劇集)》
- 《我是札兰丁（英语：Mendirman Jaloliddin）》（乌兹别克斯坦、土耳其合拍）
- 《魂断钓鱼城》
- 《南宋传奇之蟋蟀宰相》
- 《天涯织女》
- 《建元风云》
- 《忽必烈》
- 《武神》（韩国MBC）
- 《北条时宗》（日本NHK）
- 《马可·波罗 (迷你剧)》（美国、意大利、中国和日本合拍）
- 《马可·波罗 (电视剧)》（美国Netflix）
- 《赛典赤在云南》
- 《關漢卿傳奇》
- 《再生缘》（TVB）
- 《皇甫少華與孟麗君》
- 《奇皇后》（韩国MBC）
- 《辛旽》（韩国MBC）
- 《开国》（韩国KBS）
- 《飞天舞》（中韩合拍）
- 《凤阳小子朱元璋》

### 明朝
- 《朱元璋 (1993年电视剧)》
- 《朱元璋 (2006年电视剧)》
- 《传奇皇帝朱元璋》
- 《洪武大案》
- 《真命天子 (中国大陆电视剧)》
- 《乞丐皇帝传奇》
- 《乞丐皇帝与大脚皇后传奇》
- 《帝师刘伯温》
- 《刘伯温传奇》（台视）
- 《神機妙算劉伯溫》（台视）
- 《神机妙算刘伯温 (2015年电视剧)》
- 《大脚马皇后》
- 《奢香夫人》
- 《聚宝盆》
- 《大槐树》
- 《名扬花鼓》
- 《香粉传奇》
- 《穿越時空的愛戀》
- 大明王朝三部曲
  - 《大明天子》
  - 《大明王朝1449》
  - 《大明王朝1566》
- 《洪武三十二》（TVB）
- 《山河月明》
- 《郑和下西洋 (1985年电视剧)》
- 《郑和下西洋 (2009年电视剧)》
- 《英雄诀》
- 《大明奇才》
- 《包三姑外传》
- 《永乐英雄儿女》
- 《大醉侠》
- 《大明按察使》
- 《大明按察使之铁血断案》
- 《锦衣夜行》
- 《大明風華》
- 《天生無才》
- 《女醫·明妃傳》
- 《后宫》
- 《小俠龍旋風》
- 《新龍門客棧 (1996年電視劇)》（台视）
- 《新龙门客栈 (2018年电视剧)》
- 《龙门飞甲》
- 《倾城雪》
- 《王老虎抢亲》（TVB）
- 《金裝四大才子》（TVB）
- 《江南四大才子》
- 《风流唐伯虎》
- 《風流少年唐伯虎》
- 《風流才子唐伯虎》
- 《秋香怒点唐伯虎》（TVB）
- 《秋香》
- 《刀下留人》（TVB）
- 《江山美人》
- 《新江山美人》
- 《怪才祝枝山》
- 《江南怪杰徐文长》
- 《徐文长外传》
- 《正德演义》
- 《夜来风雨》
- 《无忧公主》
- 《回到明朝当王爷之杨凌传》
- 《绝色双娇》（《偷龍轉鳳》）
- 《机灵小不懂》
- 《游龍戲鳳》（马来西亚八度空间）
- 《凤临阁》
- 《新女驸马》
- 《王阳明》
- 《大明医圣李时珍》
- 《本草药王》（TVB）
- 《刑名师爷》
- 《江南傳奇之十五貫》
- 《怪俠一枝梅 (無綫電視劇集)》（TVB）
- 《怪俠一枝梅 (2010年電視劇)》
- 《海青天》
- 《海瑞传奇》
- 《海瑞鬥嚴嵩》（亞視）
- 《海瑞》
- 《吴承恩与西游记》
- 《神捕十三娘》
- 《天下第一媒》
- 《君子好逑》
- 《司徒公办案》
- 《十大奇冤》
- 《万卷楼》
- 《再生緣之孟麗君傳》（《天之骄子》、《剑侠奇缘》）
- 《怒海雄心》
- 《皇子归来之欢喜知府》
- 《天下正道》
- 《武當一劍》
- 《歡喜菩薩》
- 《极品家丁》
- 《极品新娘》
- 《医馆笑传》
- 《刁蠻俏御醫》
- 《辣妈俏爸》
- 《金玉良缘》
- 《欢喜县令》
- 《少林问道》
- 《吉祥天宝》
- 《欢乐女神捕》
- 《锦衣之下》
- 《錦心似玉》
- 《大祠堂》
- 《啼笑书香》
- 《少林寺传奇·藏经阁》
- 《少林僧兵》
- 《少林武王》
- 《抗倭英雄戚继光》
- 《万历首辅张居正》
- 《血荐轩辕》（TVB）
- 《汤显祖与牡丹亭》
- 《了凡的故事》
- 《热血忠魂之独行侍卫》
- 《明宫三大案》
- 《明宫谜案》
- 《显微镜下的大明之丝绢案》
- 《木府风云》
- 《皇上二大爷》
- 《俠女闖天關》
- 《碧海情天》
- 《大太監與小木匠》
- 《雙龍傳》（台视）
- 《三揭皇榜》
- 《官场大先生》
- 《连升三级之科考奇遇记》
- 《大明嫔妃》
- 《明珠游龙》
- 《英雄》
- 《锦衣卫》
- 《大明天下》
- 《江山風雨情》
- 《明末风云》
- 《谁主中原》
- 《袁崇焕 (1987年电视剧)》
- 《袁崇焕 (2018年电视剧)》
- 《巾帼悲歌》
- 《李信与红娘子》
- 《桃花扇传奇》
- 《秦淮煙雨》
- 《秦淮八艳》
- 《魂断秦淮》
- 《秦淮悲歌》
- 《長河東流》
- 《南岳奇人王船山》
- 《鄭成功 (台視電視劇)》（1963年）
- 《鄭成功 (無綫電視劇)》（吕良伟）
- 《郑成功 (1986年电视剧)》（吕毅）
- 《國姓爺傳奇》（赵树海）
- 《大英雄鄭成功》（何家劲）
- 《郑成功 (2004年电视剧)》（陈庭威）
- 《尚巴志》（日本RBC）
- 《尚圆王》（日本RBC）
- 《琉球之风》（日本NHK）
- 《德川家康》（日本NHK）
- 《朝鲜王朝五百年》（韩国MBC）
- 《龙之泪》（韩国KBS）
- 《郑道传》（韩国KBS）
- 《六龙飞天》（韩国SBS）
- 《太宗李芳遠》（韩国KBS）
- 《大王世宗》（韩国KBS）
- 《蒋英实》（韩国KBS）
- 《王与妃》（韩国KBS）
- 《不灭的李舜臣》（韩国KBS）
- 《惩毖录》（韩国KBS）
- 《大命》（韩国KBS）
- 《群王时代》（蒙古国）

### 清朝
以下仅收录清朝时期的中国古代史部分的影视剧。
- 《满清十三皇朝》（亚视）
- 《努尔哈赤》
- 《太祖秘史》
- 《叶赫那拉公主》
- 《皇太极》
- 《庄妃轶事》
- 《孝莊秘史》
- 《一代皇后大玉兒》
- 《大玉兒傳奇》
- 《山河戀·美人無淚》
- 《独步天下》
- 《苏茉儿传奇》
- 《大清風雲》
- 《格格要出嫁》
- 《多情江山》（《董鄂妃傳》）
- 《少年天子》
- 《少年康熙》
- 《康熙秘史》（《纳兰与康熙》）
- 《煙花三月》
- 《康熙大帝》
- 《康熙王朝》
- 《宫廷画师郎世宁》
- 《皇太子秘史》
- 《懷玉公主》（华视）
- 《紫禁惊雷》（TVB）
- 《宦海奇官》（TVB）
- 《深宫谍影》
- 《倾城绝恋》
- 《龙珠传奇》
- 《大盛魁》
- 《一代名相陈廷敬》
- 《一代廉吏于成龙》
- 《于成龙》
- 《施琅大将军》
- 《施公奇案》（中视）
- 《施公奇案》（TVB）
- 《施公奇案II》 （TVB）
- 《大執法》
- 《新施公案》
- 《怪侠欧阳德》
- 《青天衙门》
- 《康熙微服私访记》系列剧
- 《少林寺传奇3》
- 《食为奴》（TVB）
- 《蒲松齡》（《画舫风云》，TVB）
- 《聊齋先生》
- 《雍正王朝》
- 《李衛當官》、《李卫当官2》、《李卫辞官》
- 《雍正皇帝》
- 《江湖奇侠传》
- 《江山為重》
- 《钱塘传奇》
- 《年羹堯新傳》
- 《宫锁心玉》
- 《宫锁珠帘》
- 《宮鎖連城》
- 《宮鎖沉香》
- 《我為宮狂》
- 《王者清风》
- 《那江煙花那江雨》
- 《步步惊心》
- 《甄嬛传》
- 《如懿传》
- 《才子佳人乾隆皇》
- 《少年宝亲王》
- 《上书房》
- 《乾隆王朝》
- 《天下粮仓》
- 《天下粮田》
- 《乾隆秘史》
- 《曹雪芹》
- 《宰相刘罗锅》
- 《夢斷紫禁城》
- 《延禧攻略》
- 瓊瑤小說改編清宫戏劇集系列
  - 《還珠格格》系列剧
  - 《還珠格格 (2011年電視劇)》
  - 《新月格格》
  - 《梅花烙》
  - 《雪珂》
- 《戲說乾隆 (中視)》（中視，1991年两岸合拍）
- 《戲說乾隆 (台視)》（台視，1993年两岸合拍）

- 《江南京華夢》（又名《乾隆下江南》）
- 《香妃》
- 《乾隆与香妃》
- 《东归英雄传》
- 《同一片天空（英语：Nueng Dao Fa Diao）》（泰国）
- 《御用闲人》（TVB）
- 《郑板桥》
- 《糊涂县令郑板桥》
- 《九歲縣太爺》
- 《少年大钦差》
- 《太极宗师》
- 《布衣知縣梵如花》
- 《宋连生坐堂》
- 《铁将军阿贵》
- 《鐵齒銅牙紀曉嵐》系列剧
- 《纪晓岚》
- 《风流才子纪晓岚》
- 《少年讼师纪晓岚》
- 《廚子當官》
- 《神廚》
- 《皇宮寶貝》
- 《人间灶王》
- 《折扇探花》
- 《沧海百年》
- 《新九品芝麻官》
- 《大清盐商》
- 《大钦差之皇城神鹰》
- 《吴敬梓》
- 《商道》（韩国MBC）
- 《嘉庆皇帝》
- 《少年嘉庆》
- 《嘉慶君遊台灣 (1980年電視劇)》
- 《嘉慶君遊台灣 (1997年電視劇)》（民视）
- 《嘉慶君遊台灣 (2009年電視劇)》（台视）
- 《金枝慾孽》（TVB）
- 《金枝慾孽貳》（TVB）
- 《万凰之王》（TVB）
- 《张保仔》（TVB）
- 《天命》 (TVB)
- 《大清後宮》
- 《天地民心》
- 《鸦片战争演义》
- 《林则徐》
- 《太平天国》 (TVB)
- 《太平天国》
- 《石达开》
- 《刺馬》
- 《张文祥刺马》
- 《红墙绿瓦》
- 《一生为奴》
- 《戲說慈禧》
- 《天下第一丑》
- 《左宗棠》
- 《胡雪岩》
- 《总督张之洞》
- 《日落紫禁城》
- 《十三格格》
- 《十三格格新传》
- 《环游世界八十天（英语：Around the World in 80 Days (miniseries)）》（美国NBC）
- 《一代橋王》（TVB）
- 《天下第一狀》（台视）
- 《状王宋世杰》（TVB）
- 《状王宋世杰（贰）》（TVB）
- 《巾帼枭雄》（TVB）
- 《吉星報喜》（TVB）
- 《金牙大狀》（TVB）
- 《金牙大狀 (貳)》（TVB）
- 《鐵咀銀牙》（TVB）
- 《舌劍上的公堂》（TVB）
- 《狀王之王》（TVB）
- 《陳夢吉傳奇》（亚视）
- 《铁血保镖》（TVB）
- 《大太監》（TVB）
- 《碧血盐枭》 （TVB）
- 《末代御医》（TVB）
- 《飛龍在天》（台视）
- 《龙票》
- 《茶颂》
- 《德龄公主》
- 《大清药王》
- 《神医喜来乐》
- 《神医喜来乐传奇》
- 《八月桂花香》
- 《斯卡羅》（公视）
- 《台湾首任巡抚刘铭传》
- 《一品夫人芝麻官》（《台湾第一巡抚》，台视）
- 《青龙好汉》（民视）
- 《藍色水玲瓏》
- 《戲說台灣》（三立）
- 《第一劇場》（八大）
- 《珍珠彩衣》（华视）
- 《龙凤奇缘》
- 《台灣英雄·斧頭將軍》
- 《白賊七》
- 《邱罔舍與白賊七》
- 《我們一家都是人》
- 《末代兒女情》
- 《龍飛鳳舞》
- 《台湾1895》
- 《甲午陆战》
- 《北洋水师》
- 《苍穹之昴》
- 《戊戌风云》
- 《康梁变法》
- 《大刀王五》
- 《賽金花》
- 《一代紅顏》
- 《清宮殘夢》
- 《还君明珠》
- 《歡喜遊龍》
- 《官场现形记》
- 《银鼠》
- 《京城四少》（华视）
- 《京都神探》
- 《蓝色妖姬》
- 《風雲（朝鲜语：풍운 (1982년 드라마)）》（韩国KBS）
- 《梨花（朝鲜语：이화 (드라마)）》（韩国KBS）
- 《燦爛的黎明（朝鲜语：찬란한 여명）》（韩国KBS）
- 《明成皇后》（韩国KBS）
- 《暴风雨》（日本NHK）
- 《坂上之雲》（日本NHK）
- 《走向共和》
- 《末代皇帝》
- 《末代皇帝傳奇》
- 《末代皇妃》
- 《非常公民》
- 《孫中山》
- 《秋瑾 (1984年電視劇)》（TVB）
- 《秋瑾 (1995年电视剧)》
- 《辛亥英侠》
- 《台灣廖添丁》（台视）
- 《蒋氏姻缘》
- 《武昌首义》
- 《辛亥革命》

## 神话剧
- 《观世音 (2005年电视剧)》
- 《观世音菩萨传奇》
- 《大慈大悲觀世音》（民视）
- 《快樂神仙》
- 《人间仙凡界》（《武夷仙凡界》）
- 《中國神話故事》
- 《中國神話故事－西遊記》
- 《天雷報》
- 《齊天美猴王》
- 《春光燦爛豬八戒》
- 《喜气洋洋猪八戒》
- 《福星高照猪八戒》
- 《欢乐元帅》
- 《西遊記後傳》
- 《石敢當之雄峙天東》
- 《新白娘子传奇 (1992年电视剧)》（台视）
- 《青蛇与白蛇》（台新合拍）
- 《白蛇传 (2005年电视剧)》
- 《白蛇后传》
- 《又见白娘子》
- 《天乩之白蛇傳說》
- 《新白娘子传奇 (2019年电视剧)》
- 《笑八仙之素女的故事》
- 《八仙全传》
- 《東遊記》
- 《十二生肖传奇》
- 《嫦娥奔月》
- 《奔月》
- 《嫦娥》
- 《天师钟馗之美丽传说》
- 《钟馗传说》
- 《天巡者》
- 《钟馗捉妖记》
- 《濟公 (1986年電視劇)》（游本昌）
- 《活佛济公 (2010年电视剧)》（陈浩民）
- 《活佛济公II》（2011年）
- 《活佛济公3》（2012年）
- 《新济公活佛》（2014年）
- 《濟公 (無綫電視劇)》（梁荣忠，1997年）
- 《濟公傳奇 (2001年電視劇)》（麦嘉，亞視）
- 《一笑渡凡間》（TVB，2020年）
- 《濟公 (1995年電視劇)》（台視）
- 《濟公 (2007年電視劇)》（民視）
- 《濟公十八嫁》（三立，2011年）
- 《天地传说之宝莲灯》
- 《宝莲灯》
- 《宝莲灯前传》
- 《镜花缘传奇》
- 《欢天喜地七仙女》
- 《天地姻缘七仙女》
- 《仙女湖 (电视剧)》
- 《新天仙配》
- 《天外飞仙》
- 《天仙配》
- 《牛郎织女》
- 《传说》
- 《天地传说之鱼美人》
- 《女娲传说之灵珠》
- 《山海经之赤影传说》
- 《懷玉傳奇 千金媽祖》
- 《天上聖母媽祖》（台视）
- 《媽祖 (2000年電視劇)》（華視）
- 《媽祖 (電視劇)》
- 《神医大道公》
- 《财神有道》
- 《土地公傳奇》
- 《碧波仙子》
- 《封神演义》改编：
  - 《封神榜 (1981年)》（TVB）
  - 《封神榜 (1986年)》（周丹薇、陈慧楼）
  - 《封神榜 (1989年电视剧)》（梁丽、唐远之）
  - 《封神榜 (1990年)》（傅艺伟、蓝天野）
  - 《封神榜 (2000年電視劇)》（中视）
  - 《封神榜 (2001年電視劇)》（TVB）
  - 《封神榜 (2006年電視劇)》（范冰冰、劉德凱）
  - 《封神榜Ⅱ (2009年電視劇)》
  - 《封神英雄榜》
  - 《封神英雄》
  - 《封神演义》
  - 《哪吒與楊戩》
  - 《梦回朝歌》
- 《聊斋志异》改编：
  - 《聊斋电视系列片》（47個單元，74集）
  - 《聊斋喜剧系列》（9個單元）【《梦狼》、《画皮》、《婴宁》、《霍女》、《湘裙》、《陆判》、《王兰》、《丐仙》、《崔猛》】
  - 《聊斋·倩女幽魂前傳》（台湾，7個單元）【牡丹灯笼、狐媚、鲁公女、伍秋月、珊瑚变、花妖、火妖】
  - 《聊齋（壹）》（TVB，6個單元）【《鲁公女》、《侠女》-《田七郎》、《金生色》、《小翠》、《长亭》、《伍秋月》】
  - 《聊齋（貳）》（TVB，8個單元）【《陆判》、《阿英》、《湘裙》、《王六郎》、《辛十四娘》、《锦瑟》、《莲香》、《花姑子》】
  - 《聊斋1》（6個單元）【《陆判》、《阿宝》、《小倩》、《画皮》、《小谢和秋容》、《小翠》】
  - 《聊斋2》（6個單元）【《莲香》、《胭脂》、《婴宁》、《粉蝶》、《义犬》、《罗刹海市》】
  - 《聊斋奇女子》（4個單元）【连城》、《侠女》、《宦娘》、《辛十四娘》】
  - 《聊斋3》（6個單元）【《公孙九娘》、《江城》、《梅女》、《画壁》、《庚娘》、《白秋练》】
  - 《青凤》
  - 《聊斋志异》（亚视）
  - 《聊斋之花姑子》（《花姑子》）
  - 《聊斋之龙飞相公》
  - 《聊斋之粉蝶》
  - 《人鬼情缘》
  - 《倩女幽魂 (電視劇)》（两岸三地与新加坡合拍）
  - 《聶小倩》（中视）
  - 《狐仙》
  - 《画皮》
  - 《画皮之真爱无悔》

## 民间传奇
- 《民间传奇》系列剧（TVB）
- 《中国传世经典名剧》
- 《中國古代愛情故事新編》
- 《中國民間故事》
- 《三言二拍》
- 《联林珍奇》
- 《爱情宝典》
- 《苏三》
- 《快嘴李翠莲》
- 《忠勇小狀元》
- 《皇嫂田桂花》系列剧
- 《金玉緣》
- 《王文英認親》
- 《王寶釧》（台湾）
- 《乞丐郎君千金女》
- 《乞丐與千金》
- 《薛平貴與王寶釧 (葉青歌仔戲)》
- 《薛平貴與王寶釧 (2012年電視劇)》
- 《上错花轿嫁对郎》
- 《新上错花轿》
- 《刁蛮公主》
- 《一代神相賴布衣》（台视）
- 《錯點鴛鴦戲點鴛鴦》
- 《凶城计中计》（TVB）
- 《大冬瓜》（TVB）
- 《窍哥》
- 《漓江三女情》
- 《纳斯尔丁·阿凡提》
- 《格萨尔王》
- 《朗莎雯波》
- 《沙漠王子》

## 武侠剧

### 温瑞安武侠剧
- 《四大名捕》
  - 《少年四大名捕 (2001年电视剧)》
  - 《少年四大名捕 (2015年电视剧)》
  - 《四大名捕 (亞洲電視劇集)》
  - 《少年四大名捕 (無綫電視劇)》
  - 《霹雳神捕》
  - 《名捕震关东》
  - 《四大名捕会京师》
  - 《逆水寒》
  - 《驚艷一槍 (電視劇)》
- 《说英雄谁是英雄》
- 《布衣神相 (电视剧)》（TVB）

### 梁羽生武侠剧
- 《萍踪侠影录》
  - 《萍蹤俠影錄 (1977年電視劇)》
  - 《萍蹤俠影錄 (1985年電視劇)》
  - 《萍踪侠影》
  - 《新萍蹤俠影》
- 《白发魔女传》
  - 《白髮魔女傳 (1978年電視劇)》（佳艺）
  - 《白髮魔女傳 (1986年電視劇)》（亚视）
  - 《白髮魔女傳 (1995年電視劇)》（TVB）
  - 《白髮魔女 (電視劇)》（台视）
  - 《新白发魔女传》
- 《大唐游侠传 (电视剧)》
- 《遊劍江湖 (電視劇)》
- 《七剑下天山 (电视剧)》

### 古龙武侠剧
- 《流星·蝴蝶·劍》
  - 《流星蝴蝶劍 (2002年電視劇)》
  - 《流星蝴蝶劍 (2010年電視劇)》
- 《三少爷的剑》
- 《浣花洗剑录》
- 《策馬嘯西風》
- 《邊城刀聲 (電視劇)》
- 《凡人楊大頭》
- 《七种武器之孔雀翎》
- 《圆月弯刀 (电视剧)》
- 《大旗英雄传》
- 《淚痕劍 (電視劇)》
- 《天涯·明月·刀》
  - 《天涯明月刀 (2012年电视剧)》
  - 《傅紅雪傳奇》
- 《楚留香》系列剧
  - 《楚留香》
  - 《楚留香新传 (1985年电视剧)》
  - 《香帥傳奇》
  - 《楚留香传奇》
  - 《侠盗风流》（亚视）
  - 《楚留香新传 (2012年电视剧)》
  - 《新楚留香》
  - 《楚留香之蝙蝠传奇 (电视剧)》
- 《蕭十一郎》系列剧
  - 《蕭十一郎 (無綫電視劇)》
  - 《蕭十一郎 (2002年電視劇)》
  - 《新蕭十一郎》
- 《絕代雙驕》系列剧
  - 《絕代雙驕 (1977年電視劇)》
  - 《絕代雙驕 (1979年電視劇)》
  - 《新絕代雙驕 (電視劇)》
  - 《絕代雙驕 (1988年電視劇)》
  - 《绝代双骄 (1999年电视剧)》
  - 《绝世双骄》
  - 《小鱼儿与花无缺》
- 《陸小鳳》系列剧
  - 《陸小鳳 (1976年電視劇)》
  - 《陆小凤之决战前后》
  - 《陸小鳳之決戰前後 (2000年電視劇)》
  - 《陆小凤之凤舞九天 (2001年电视剧)》
  - 《陸小鳳之鳳舞九天 (1986年電視劇)》
  - 《陆小凤传奇 (2006年电视剧)》
- 《小李飞刀》系列剧
  - 《小李飞刀 (1978年电视剧)》
  - 《小李飛刀 (1994年電視劇)》
  - 《小李飛刀 (1999年電視劇)》
    - 《飞刀问情 (2003年電視劇)》

  - 《飞刀，又见飞刀》
  - 《飛刀又見飛刀 (2016年電視劇)》

### 黄易武侠剧
- 《尋秦記 (電視劇)》
- 《尋秦記 (網絡劇)》
- 《烏金血劍 (電視劇)》
- 《大唐雙龍傳 (電視劇)》-《大唐双龙传之长生诀》
- 《覆雨翻雲 (電視劇)》（TVB）

### 金庸武侠剧
- 《天龍八部》：
  - 《天龙八部 (1982年电视剧)》（TVB）
  - 《天龙八部 (1990年电视剧)》（台灣）
  - 《天龙八部 (1997年电视剧)》（TVB）
  - 《天龙八部 (2003年电视剧)》
  - 《天龙八部 (2013年电视剧)》
  - 《天龙八部 (2021年电视剧)》
- 《射鵰英雄傳》：
  - 《射鵰英雄傳 (1976年電視劇)》（佳視）
  - 《射鵰英雄傳 (1983年電視劇)》（TVB）
  - 《射鵰英雄傳 (1988年電視劇)》（台灣）
  - 《射鵰英雄傳 (1994年電視劇)》（TVB）
  - 《中神通王重陽》（TVB）
  - 《射鵰英雄傳之九陰真經》（TVB）
  - 《射鵰英雄傳之南帝北丐》（TVB）
  - 《射雕英雄传 (2003年电视剧)》
  - 《射雕英雄传 (2008年电视剧)》
  - 《射鵰英雄傳 (2017年電視劇)》
  - 《金庸武侠世界》
- 《神鵰俠侶》：
  - 《神鵰俠侶 (1976年電視劇)》（佳視）
  - 《神鵰俠侶 (1983年電視劇)》（TVB）
  - 《神鵰俠侶 (1984年電視劇)》（台灣）
  - 《神鵰俠侶 (1995年電視劇)》（TVB）
  - 《神鵰俠侶 (1998年新加坡電視劇)》（新加坡）
  - 《神鵰俠侶 (1998年臺視電視劇)》（台灣）
  - 《神雕侠侣 (2006年电视剧)》
  - 《神鵰俠侶 (2014年電視劇)》
  - 《神鵰俠侶 (2019年电视剧)》
- 《倚天屠龍記》：
  - 《倚天屠龍記 (1978年電視劇)》（TVB）
  - 《倚天屠龍記 (1984年電視劇)》（台灣）
  - 《倚天屠龍記 (1986年電視劇)》（TVB）
  - 《倚天屠龍記 (1994年電視劇)》（台灣）
  - 《倚天屠龍記 (2001年電視劇)》（TVB）
  - 《倚天屠龍記 (2003年電視劇)》
  - 《倚天屠龍記 (2009年電視劇)》
  - 《倚天屠龍記 (2019年電視劇)》
- 《笑傲江湖》：
  - 《笑傲江湖 (1984年電視劇)》（TVB）
  - 《笑傲江湖 (1985年電視劇)》（台灣）
  - 《笑傲江湖 (1996年電視劇)》（TVB）
  - 《笑傲江湖 (2000年臺灣電視劇)》（台灣）
  - 《笑傲江湖 (2000年新加坡電視劇)》（新加坡）
  - 《笑傲江湖 (2001年電視劇)》
  - 《笑傲江湖 (2013年電視劇)》
  - 《笑傲江湖 (2018年電視劇)》
- 《碧血剑》：
  - 《碧血劍 (1977年電視劇)》（佳視）
  - 《碧血劍 (1985年電視劇)》（TVB）
  - 《碧血劍 (2000年電視劇)》（TVB）
  - 《碧血剑 (2007年电视剧)》
- 《连城诀》：
  - 《連城訣 (1989年電視劇)》（TVB）
  - 《连城诀 (2004年电视剧)》
- 《俠客行》：
  - 《俠客行 (1989年電視劇)》（TVB）
  - 《俠客行 (台灣電視劇)》（台灣）
  - 《侠客行 (2002年电视剧)》
  - 《侠客行 (2015年电视剧)》
- 《鹿鼎記》：
  - 《鹿鼎記 (1984年電視劇)》（TVB）
  - 《鹿鼎記 (1984年台灣電視劇)》（台灣）
  - 《鹿鼎記 (1998年電視劇)》（TVB）
  - 《小宝与康熙》
  - 《鹿鼎记 (2008年电视剧)》
  - 《鹿鼎记 (2014年电视剧)》
- 《書劍恩仇錄》：
  - 《書劍恩仇錄 (1976年電視劇)》（TVB）
  - 《書劍恩仇錄 (1984年電視劇)（書劍江山 (1984年電視劇)）》（台灣）
  - 《書劍恩仇錄 (1987年電視劇)》（TVB）
  - 《書劍恩仇錄 (1992年電視劇)》（台灣）
  - 《書劍恩仇錄 (1994年電視劇)》
  - 《書劍恩仇錄 (2002年電視劇)》
  - 《書劍恩仇錄 (2008年電視劇)》
- 《雪山飛狐》：
  - 《雪山飛狐 (1977年電視劇)》（佳視）
  - 《雪山飛狐 (1985年電視劇)》（TVB）
  - 《雪山飛狐 (1991年電視劇)》（台灣）
  - 《雪山飛狐 (1999年電視劇)》（TVB）
  - 《雪山飛狐 (2007年電視劇)》

### 其他武侠剧
- 风云系列武侠剧
  - 《风云：雄霸天下》
  - 《風雲II》
- 《甘十九妹》
- 《新甘十九妹》
- 《饮马流花河》
- 《天子龍咁威》（《天下太平》）
- 《怪侠一枝梅》
- 《雪花女神龍》
- 《八大豪侠》
- 《无忧公主》
- 《武林猛虎》
- 《天下第一》
- 《玫瑰江湖》
- 《赤子乘龙》
- 《龙游天下》
- 《龙行天下》
- 《龙巡天下》
- 《女神捕 (数字电影)》
- 《女神捕 (2010年电视剧)》
- 《侠骨丹心 (电视剧)》
- 《塞外奇侠》
- 《蜀山奇侠》（TVB）
- 《蓋世孖寶》（TVB）
- 《盖世豪侠》（TVB）
- 《强剑》（TVB）
- 《如来神掌再战江湖》（TVB）
- 《佛山贊師父》（TVB）
- 《仁者黃飛鴻》
- 《少年黄飞鸿》
- 《少年黄飞鸿 (电视剧)》
- 《少年黄飞鸿 (2002年电视剧)》
- 《黄飞鸿新传》（亚视）
- 《卧虎藏龙 (电视剧)》，改编剧，原著电影版。
- 《少年英雄方世玉》
- 《江山儿女几多情》（《皇上·方德·苗翠花》）
- 《蓋世英雄方世玉》
- 《南少林 (电视剧)》
- 《草民縣令》
- 《玉釵盟 (電視劇)》
- 《凤在江湖》
- 《醉拳苏乞儿》
- 《妙手神捕俏佳人》
- 《仙剑奇缘》
- 《少年王》
- 《金蠶絲雨》
- 《天蚕变》（亚视）
- 《天蠶再變》（华视）
- 《天蠶變之再與天比高》（亚视）
- 《天龙诀》（亚视）
- 《湖海争霸录》（亚视）
- 《孤剑恩仇记》
- 《京城獵人》
- 《魔剑生死棋》

## 情景喜剧
- 《皆大欢喜》（TVB）
- 《武林外传》
- 《龙门镖局》

## 教育题材剧
- 《东方小故事》
- 《七彩瓜瓜园》

## 動畫片
注：仅列出多集动画片。
- 《十二生肖 (1995年动画片)》
- 《孔子 (动画)》
- 《中华上下五千年》
- 《中华传统美德故事》
- 《中华美德》
- 《中华勤学故事》
- 《成语动画廊》
- 《小太极》
- 《七彩卡通老夫子：水虎傳》
- 《霹雳布袋戏》
- 《仙界传 封神演义》（日本）
- 《封神榜传奇》
- 《哪吒传奇》
- 《秦时明月 (动画)》
- 《秦汉英雄传》
- 《横山光辉 三国志》（日本）
- 《三国演义 (动画)》（中日合拍）
- 《蒼天航路》（日本）
- 《隋唐英雄传 (动画)》
- 《西游记 (动画)》
- 《少年狄仁杰》
- 《镜花缘 (木偶剧)》
- 《哈哈镜花缘》
- 《大英雄狄青》
- 《宋代足球小将》
- 《神雕侠侣 (动画)》
- 《Angolmois 元寇合战记》（日本）
- 《马可·波罗历险记》（中国大陆、美国和斯洛伐克合拍）
- 《郑和下西洋 (动画片)》
- 《阿凡提的故事》
- 《围棋少年》
- 《神厨小福贵》
- 《甜心格格》
- 《中華一番》（日本）
- 《傻瓜，中国的暹罗猫》（美國）

## 纪录片
注：仅列出多集纪录片。
- 《黄土大塬》
- 《中国史话》
  - 《寻找失落的年表》
- 《何以中国》
- 《中国通史》
- 《中国古建筑》
- 《汉字五千年》
- 《河之南》
- 《天地洛阳》
- 《三星堆·消失与复活》
- 《再说长江》
- 《青铜王朝》
- 《回望勾吴》
- 《楚国八百年》
- 《帝国的黎明》
- 《复活的军团》
- 《消失的建筑》
- 《大秦岭》
- 《揭秘中山国》
- 《喋血长平》
- 《帝国的兴衰》
- 《萧关内外》
- 《历史的拐点之汉匈之战》
- 《河西走廊》
- 《消失的古国之伊犁河畔》
- 《消失的古国——绿洲佛国》
- 《龟兹·龟兹》
- 《丝绸之路》（央视、日本NHk合拍）
- 《新丝绸之路》（央视、日本NHk合拍）
- 《玉石传奇》
- 《风追司马》
- 《千年菩提路》
- 《南京城》
- 《八王之乱》
- 《西津渡》
- 《佛国记：法显西行》
- 《敦煌 (纪录片)》
- 《匈奴最后的都城》
- 《冼夫人 (纪录片)》
- 《茶马古道：另一条丝绸之路》（日韩合拍）
- 《唐之韵》
- 《激变玄武门》
- 《大明宫》
- 《玄奘之路》
- 《大唐西游记》
- 《法门寺》
- 《重返刺桐城》
- 《闽台祖地》
- 《铁血兴亡录》
- 《苏园六纪》
- 《梦回眉州》
- 《南宋》
- 《西湖》
- 《全真之路》
- 《叩开契丹大墓》
- 《契丹王朝》
- 《神秘的西夏》
- 《大蒙古帝国系列》（日本NHK）
- 《凉州会盟》
- 《一代帝师八思巴》
- 《故宫》
- 《故宫100——看见看不见的紫禁城》
- 《1405郑和下西洋》
- 《伟大的旅人郑和》（日本NHK）
- 《昆曲六百年》
- 《大黄山》
- 《徽商》
- 《晋商》
- 《问道武当》
- 《太极武当》
- 《努尔哈赤 (纪录片)》
- 《公元一六四四》
- 《清宫秘档》
- 《颐和园 (纪录片)》
- 《百年中国》
- 《五大道》
- 《凤凰大视野：近人曾国藩》（凤凰卫视）
- 《淮军》
- 《粉墨春秋》
- 《船政学堂》
- 《幼童》
- 《国难1900：义和团事件始末》（凤凰卫视）
- 《打拼—台湾人民的历史》（公视）
- 《台灣演義》（民视）

## 改編翻拍
日本漫畫改編的中國電視劇
- 小川悅司：→中華小當家

中國小說改編的中國電視劇
電子遊戲改編的中國電視劇
- 大宇資訊：仙劍奇俠傳 (遊戲)→仙劍奇俠傳 (電視劇)、仙劍奇俠傳三→仙剑奇侠传三 (电视剧)、仙劍奇俠傳五→云之凡、軒轅劍參外傳 天之痕→軒轅劍之天之痕
- 上海烛龙：古剑奇谭 琴心剑魄今何在→古劍奇譚 (電視劇)

## 架空题材剧
- 《仙剑奇侠传》
- 《仙剑奇侠传三》
- 《軒轅劍之天之痕》
- 《劍俠情緣之藏劍山莊》
- 《瑯琊榜》
- 《琅琊榜之风起长林》
- 《鹤唳华亭》
- 《真命天師》（TVB）
- 《真命小和尚》（中国大陆、新加坡合拍）
- 《真命小和尚之十二铜人》（中国大陆、新加坡合拍）
- 《選妃記》
- 《秦可卿之谜》
- 《烧饼皇后》
- 《我愛河東獅》 （《惡妻在身邊》）
- 《超級小英雄》（华视）
- 《諸葛四郎》（华视）
- 《王的女人》
- 《華胥引之絕愛之城》
- 《香蜜沉沉燼如霜》
- 《三生三世十裡桃花》
- 《三生三世枕上書》
- 《宸汐緣》
- 《玉骨遥》
- 《千古玦尘》
- 《幻城》
- 《九州·天空城》
- 《九州·天空城II》
- 《九州·海上牧雲記》
- 《艷骨》
- 《扶搖》
- 《芸汐傳》
- 《天盛長歌》
- 《长安诺》（情节翻拍《孝莊秘史》）
- 《夜天子》
- 《火王之破曉之戰》
- 《火王之千里同風》
- 《小女花不棄》
- 《怒晴湘西》
- 《莽荒纪》
- 《親愛的義祁君》
- 《萌妃駕到》
- 《鳳弈》
- 《慶余年》
- 《東宮》
- 《卿卿日常》
- 《君九齡》
- 《帝锦》
- 《金牌红娘》
- 《太子妃升职记》
- 《识汝不识丁》
- 《双世宠妃》
- 《花谢花飞花满天》
- 《不负如来不负卿》
- 《萌妻食神》
- 《哦！我的皇帝陛下》
- 《朕的刺客女友》
- 《等到烟暖雨收》
- 《倾世妖颜》
- 《医妃难囚》
- 《绝世千金》
- 《大周小冰人》
- 《白发》
- 《爵迹临界天下》
- 《九州缥缈录》
- 《明月照我心》
- 《一夜新娘》
- 《惹不起的殿下大人》
- 《少主且慢行》
- 《师爷请自重》
- 《山寨小萌主》
- 《传闻中的陈芊芊》
- 《凤归四时歌》
- 《漂亮书生》
- 《离人心上》
- 《亲爱的药王大人》
- 《女世子》
- 《少女大人》
- 《三嫁惹君心》
- 《凤唳九天》
- 《将军家的小娘子》
- 《如意芳霏》
- 《今夕何夕》
- 《上阳赋》
- 《我就是这般女子》
- 《玲珑》
- 《赘婿》
- 《玲珑狼心》
- 《小女霓裳》
- 《御赐小仵作》
- 《花好月又圆》
- 《国子监来了个女弟子》
- 《嘉南传》
- 《斛珠夫人》
- 《一片冰心在玉壶》
- 《卿卿我心》
- 《清风朗月花正开》
- 《嫣语赋》
- 《与君初相识》
- 《恰似故人归》
- 《珍馐记》
- 《我叫刘金凤》
- 《星汉灿烂》
- 《月升沧海》
- 《覆流年》
- 《卿卿日常》
- 《星河长明》
- 《浮图缘》
- 《夜城赋》
- 《择君记》
- 《君子盟》
- 《九霄寒夜暖》
- 《花琉璃轶闻》
- 《春闺梦里人》
- 《长月烬明》
- 《长风渡》
- 《古相思曲》
- 《安乐传》
- 《郎君不如意》
- 《灼灼风流》
- 《为有暗香来》
- 《一念花开》
- 《岁岁青莲》
- 《宁安如梦》
- 《陌上人如玉》
- 《大梦归离》
- 《花间令》
- 《花青歌》
- 《紫川 (网络剧)》
- 《墨雨云间》
- 《长乐曲》
- 《流光引》
- 《幻乐森林》
- 《永夜星河》
- 《饕餮记》
- 《大奉打更人》
- 《掌心 (電視劇)》
- 《千朵桃花一世开》
- 《白月梵星》